# Rueyres (Vaud)
Pour les articles homonymes, voir Rueyres.
Rueyres est une commune suisse du canton de Vaud, située dans le district du Gros-de-Vaud. Citée dès 1177, elle fait partie du district d'Échallens entre 1798 et 2007. La commune est peuplée de 300 habitants en 2022. Son territoire, d'une surface de 198 hectares, se situe dans la région du Gros-de-Vaud.

## Géographie

### Localisation
Jusqu'à sa dissolution, la commune faisait partie du district d'Échallens. Depuis le 1er janvier 2008, elle fait partie du nouveau district du Gros-de-Vaud. Elle a des frontières communes avec 
Le territoire communal, d'une taille de 2,0 km2, se trouve sur le plateau du Gros-de-Vaud à une hauteur moyenne de 610 mètres d'altitude. Le point culminant de la commune situé à 621 mètres, se trouve au centre du village de Rueyres. La frontière ouest de la commune est marquée par la vallée du Sauteru, un ruisseau affluent de la Mentue, alors que c'est la Foirause qui indique celle de l'est.

## Histoire
Rueyres est mentionné en 1177 sous le nom Rueria (du latin Roboretum, rouvraie ou bosquet de chênes). Au Moyen Âge, le village fait partie de la seigneurie de Bercher. À l'époque bernoise, de 1536 à 1798, il fait partie du bailliage d'Yverdon et est régi par un gouverneur et l'assemblée des communier. Il fait ensuite partie du district d'Échallens entre 1798 et 2007 et du district du Gros-de-Vaud depuis 2008. L'église, paroissiale en 1228, est reconstruite en 1738. L'école date de 1873.

### Héraldique
| Armes de Rueyres | Les armes de la commune de Rueyres se blasonnent ainsi : De gueules à la fasce d'or, chargée de trois feuilles de chêne de sinople et accompagnée de trois anneaux d'or. |

## Population

### Gentilé et surnom
Les habitants de la commune se nomment les Rueyriens,.
Ils sont surnommés les Bourriques,.

### Démographie
Selon l'Office fédéral de la statistique, Rueyres compte 303 habitants en 2022. Sa densité de population atteint 150 hab./km2.
En 2000, la population de Rueyres est composée de 94 hommes (48,2 %) et 101 femmes (51,8 %). Il y a 190 personnes suisses (96,4 %) et 7 personnes étrangères (3,6 %). La langue la plus parlée est le français, avec 187 personnes (94,9 %). La deuxième langue est l'allemand (7 ou 3,6 %). Sur le plan religieux, la communauté protestante est la plus importante avec 140 personnes (71,1 %), suivie des catholiques (19 ou 9,6 %). 32 personnes (16,2 %) n'ont aucune appartenance religieuse.
La population de Rueyres est de 220 habitants en 1850, puis de 225 habitants en 1930. Le nombre d'habitants baisse ensuite de moitié en 40 ans pour atteindre 117 en 1970. Il double depuis en 30 ans en passant de 120 en 1980 à 244 en 2010, et retrouve ainsi son niveau d'avant la baisse. Le graphique suivant résume l'évolution de la population de Rueyres entre 1850 et 2010 :

## Transports
Au niveau des transports en commun, Rueyres fait partie de la communauté tarifaire vaudoise Mobilis. Les bus de CarPostal reliant Yverdon-les-Bains à Bercher par Gossens et Ursins s'arrêtent dans le village. La commune est également desservie par les bus sur appel Publicar, qui sont aussi un service de CarPostal.

## Économie
Jusqu'à la fin de la deuxième moitié du XXe siècle, l'économie locale était principalement tournée vers l'agriculture et l'élevage qui représentent encore une part importante de l'emploi local. Depuis quelques décennies, la commune s'est développée avec la création de quartiers résidentiels occupés par des personnes travaillant dans les villes voisines notamment Échallens et Yverdon-les-Bains. Cette transformation s'est accompagnée de la création de plusieurs entreprises locales, de service notamment.
La commune compte également sur son territoire une scierie débitant environ 120 000 m3 de bois par année. Cette société participe à des projets de valorisation des déchets de scierie au sein d'une société en partenariat avec la Romande énergie. À terme, l'installation produira de l'électricité pour plus de 7 000 ménages.

## Politique
Lors des élections fédérales suisses de 2011, la commune a voté à 30,60 %  pour l'Union démocratique du centre. Les deux partis suivants furent le Parti socialiste suisse avec 25,89 % des suffrages et le Parti démocrate-chrétien avec 11,66 %.	
Lors des élections cantonales au Grand Conseil de mars 2011, les habitants de la commune ont voté pour l'Union démocratique du centre à 29,63 %, le Parti libéral-radical à 29,19 %, l'Alliance du centre à 20,59 %, les Verts à 11,41 % et le Parti socialiste à 9,19 %.	
Sur le plan communal, Rueyres (Vaud) est dirigé par une municipalité formée de 5 membres et dirigée par un syndic pour l'exécutif et un Conseil général dirigé par un président et secondé par un secrétaire pour le législatif.